# Nádasdy Ferenc (tábornagy)
Nádasdi és fogarasföldi gróf Nádasdy Ferenc (Regede, 1708. október 27. – Károlyváros, 1783. március 22.): magyar főnemes, császári-királyi tábornagy (k.k. Feldmarschall), a Császári-Királyi Hadsereg (Kaiserlich-Königliche Armee) jelentős hadvezére, horvát bán, a 18. század neves hadvezéreinek egyike.

## Élete

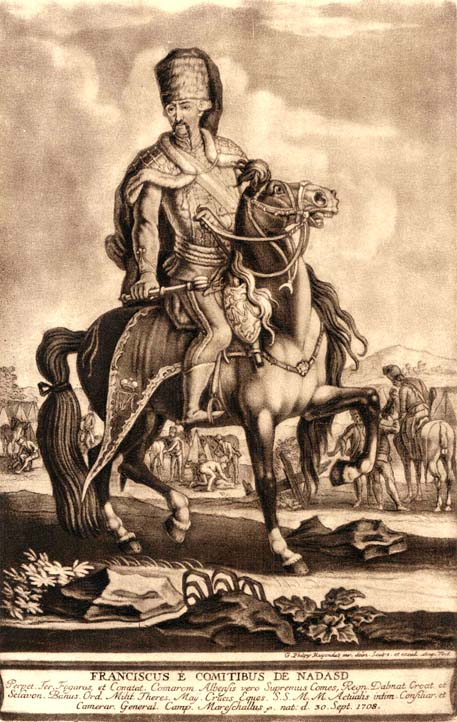
Nádasdy Ferenc császári-királyi tábornagy (k.k. Feldmarschall).

A tekintélyes főnemesi nádasdi és fogarasföldi gróf Nádasdy család sarja. Gróf Nádasdy Ferenc (†1717) és báró Rozalia Rebeca von Schrattenbach (1673-1717) gyermeke volt. Apai nagyszülei nádasdi és fogarasföldi gróf Nádasdy Ferenc (1623-1671), országbíró és galánthai gróf Esterházy Júlia Anna voltak.

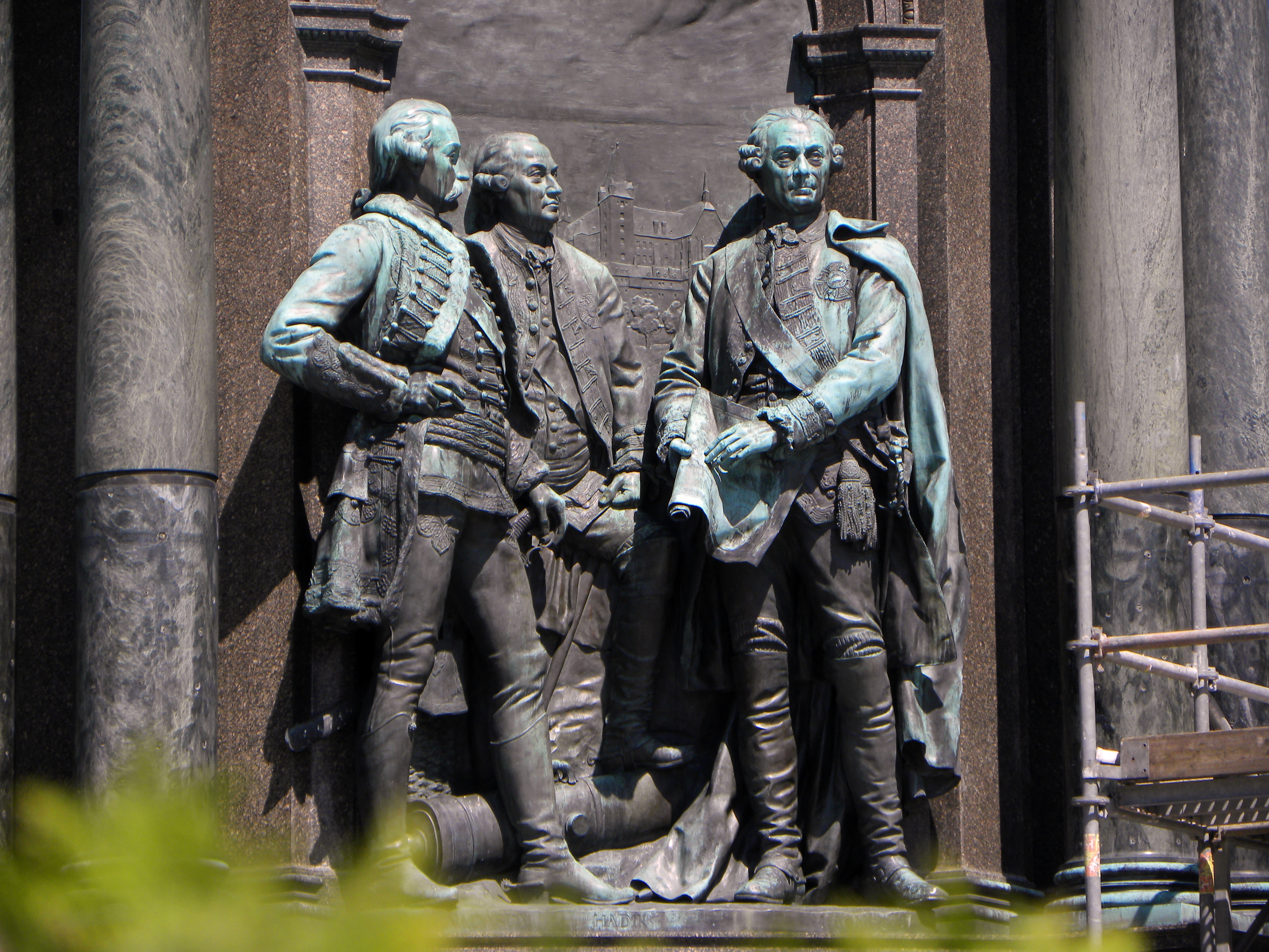
Nádasdy Ferenc huszáregyenruhás szobra (balra) a bécsi Mária Terézia emlékművön mellette jobbra Hadik András, a háttérben Franz Moritz von Lacy tábornagy féldomborművű alakja. Josef Wenzel von Liechtenstein herceg központi alakja a kép készítésekor restaurálás miatt hiányzott.

A Habsburg császári sereg tábornokaként komoly sikereket ért el az osztrák örökösödési háborúban. 1754-ben lovassági tábornok és Budavár parancsnoka, 1747. május 31-től haláláig Fejér vármegyei főispán. Hadjáratai alatt Fejér vármegyét helyette öccse, nádasdi és fogarasföldi gróf Nádasdy Boldizsár (élt kb. 1710–1762) vezette helyettes főispánként. 1756-tól horvát bán lett. 1757-ben jelentős sikereket ért el a hétéves háborúban. Fényes győzelmet aratott a kolíni csatában és huszárjai Berlint fosztogatták. Ezek után kapta meg a tábornagyi rangot és a Katonai Mária Terézia-rend nagykeresztjét.

## Házasságai és gyermekei
Első feleségét, Nagyszombatban 1745. február 8.-án vette el: gróf Maximiliana Eleonore von Rottal (1722-1756), gróf Franz Anton von Rottal lánya lett a neje. A házasságukból született:
- gróf Nádasdy Ferenc (1745-1802), Fejér vármegye főispánja. Első neje, monyorókeréki és monoszlói gróf Erdődy Cecília; a második felesége, Maria Theresia Aichpichl.
- gróf Nádasdy Tamás (1749-1800). Első neje, báró Maria Vincencia von Kaldschmidt (1768-1789); második felesége, gróf Josefa von Lichtenberg (1768-1832)
- gróf Nádasdy Mária Borbála (1750-1811). Férje, monyorókeréki és monoszlói gróf Erdődy Lajos (1747-1777)

Felesége halála után, báró felső- és alsómalatini Malatinszky Maria Teréziát (1717-1786), gróf Draskovich Kázmér özvegyét vette feleségül. Ebből a frigyből nem származott gyermek.

## Emlékezete
Carrarai márványból faragott életnagyságú szobrát felállították a Hadvezérek csarnokában, a bécsi Hadtörténeti Múzeumban.
Egy mellszobra a Heldenberg emlékhelyen a hősök sétányán látható.

## Külső hivatkozások
- Gróf Nádasdy Ferenc. Vasárnapi Ujság, 1857. 26. sz.